# CC 8800-1
Terex-Demag CC 8800-1 (Twin) — самоходный стреловой кран с решётчатой стрелой (с двумя решётчатыми стрелами), установленный на гусеничное шасси. Имеет 4 исполнения (HSSL / SSL; SFVL; SWSL), различающихся рабочей стрелой и техническими характеристиками.

## Описание

### Модель Twin

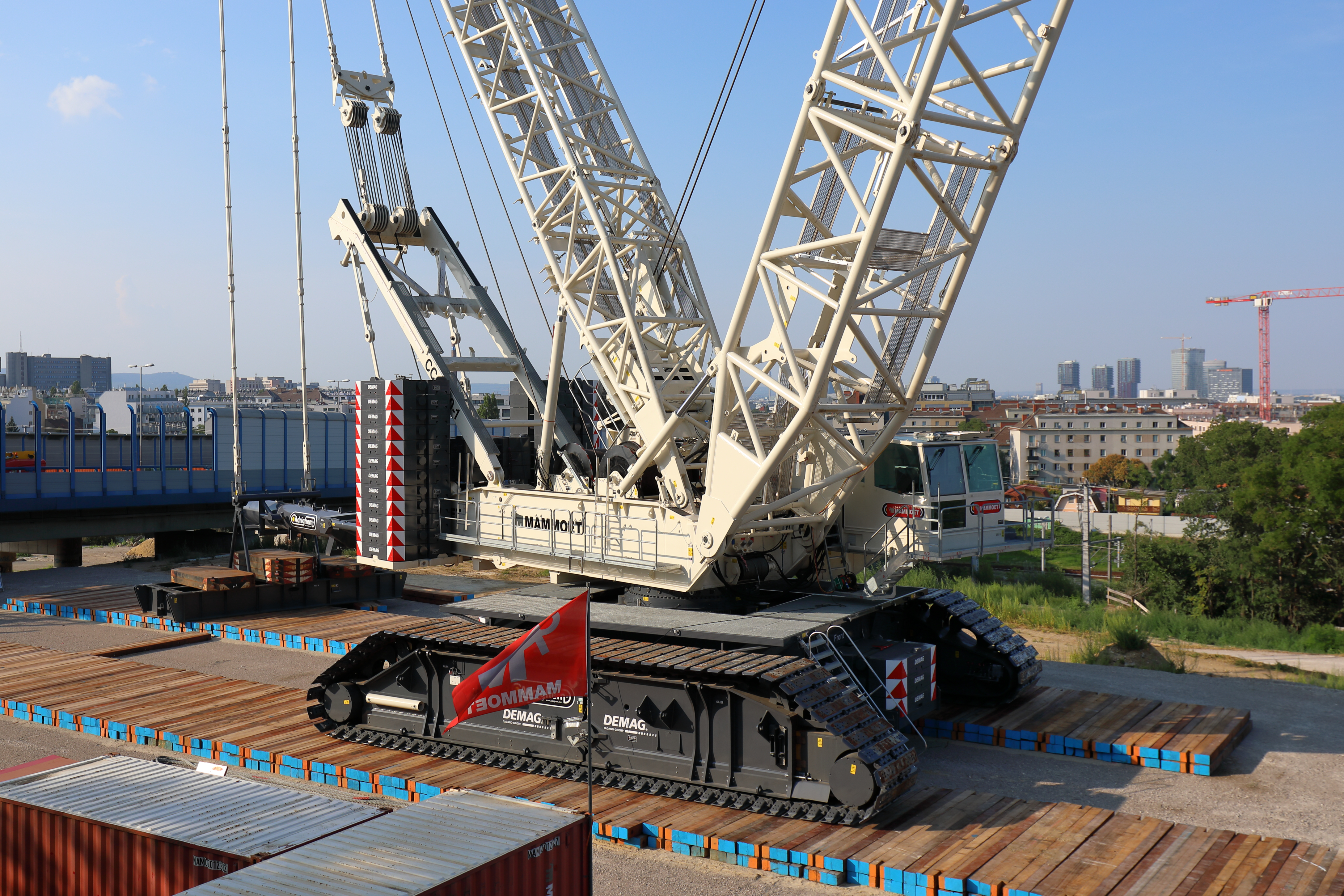
CC 8800-1

В октябре 2007 года в Цвайбрюккене компанией Terex была показана модель крана CC 8800-1 Twin — с двумя решётчатыми стрелами, грузоподъёмностью 3200 тонн. Модульная система нового крана использует стандартные запчасти от обычного CC8800-1. А количество используемых в комплектации Twin специальных запасных частей ограничено. Гусеничная база крана аналогична обычному CC8800-1 и в рабочем положении увеличивается до 14 м (с 3,5 м в транспортном). В августе 2009 года была показана вторая модификация CC 8800-1 Twin.
Новая модель может быть использована в нефтехимической промышленности и при возведении крупных объектов — электростанций и проч.

## Технические характеристики
Основные грузоподъёмные характеристики крана приведены в карточке.

### Габариты
| Ширина           | 14 м             |
| Ширина (трансп.) | 3,5 м            |
| Высота           | 9,4 м            |
| Длина            | 17,8 м (41,15 м) |